# Władimir Sidorin
Władimir Ilicz Sidorin,  ros. Владимир Ильич Сидорин (ur. 3 lutego 1882, zm. 20 maja 1943 w Berlinie) – generał porucznik rosyjskiej armii carskiej (2 lutego 1919).
Ukończył Doński Korpus Kadetów (1900), Nikołajewską Szkołę Inżynieryjną (1902), Nikołajewską Akademię Sztabu Generalnego (1910) i Lotniczą Szkołę Pilotów i Obserwatorów (1905-1907). 
Uczestnik wojny rosyjsko-japońskiej w latach 1904-1905: oficer 2 Batalionu Saperów Wschodniosyberyjskich i 4 Batalionu Kolei Transamurskiej. 
Uczestnik I wojny światowej: oficer w sztabie 21 Dywizji Piechoty i sztabie (3.) Korpusu Kaukaskiego, 08.1914—02.1916. Zastępca szefa sztabu 2 Armii, 03.1916-03.1917. Szef sztabu Korpusu Kaukaskiego, 04-06.1917. Do dyspozycji Szefa Sztabu Frontu Zachodniego, 06-10.1917. 
Powrócił nad Don w listopadzie 1917. W ruchu białych: w oddziale Kozaków w Nowoczerkasku; uczestnik walk o Rostów 11-12.1917. Uczestnik kampanii stepowej, szef sztabu atamana armii kozaków dońskich na froncie północnym (12.1917-01.1918). 
Dowódca Armii Dońskiej (następca generała Denisowa) 15.02.1919-27.03.1920. Po przybyciu z Noworosyjska na Krym (Eupatorię) 18.04.1920 r. został postawiony przed sądem razem z szefem sztabu Armii Dońskiej, generałem porucznikiem Kelczewskim, za działania separatystyczne i wspieranie Kozaków Dońskich w ich dążeniu do oderwania Donu od Rosji oraz spontaniczny odwrót Korpusu Dońskiego do Noworosyjska zimą 1919–1920. Sądowi przewodniczył generał Dragomirow, skazał generałów Sidorina i Kelczewskiego na 4 lata ciężkich robót. Generał Wrangel zamienił wyrok na wydalenie z armii rosyjskiej. Generał Sidorin wyemigrował z Krymu w maju 1920. Przebywał na wygnaniu w Bułgarii i Serbii, Czechosłowacji od 1924, Niemczech od 1939. Zmarł w Berlinie.